# Marquesado de Bellpuig
El marquesado de Bellpuig es un título nobiliario español creado el 7 de enero de 1618 por el rey Felipe III a favor de Albertín Dameto y Cotoner Descallar y Sant Martí, marqués de Tornigo, en el ducado de Milán.

## Marqueses de Bellpuig
|                         | Titular                                          | Periodo                 |
| Creación por Felipe III | Creación por Felipe III                          | Creación por Felipe III |
| ----------------------- | ------------------------------------------------ | ----------------------- |
| I                       | Albertín Dameto y Cotoner Descallar y Sant Martí | 1637-                   |
| II                      | Albertín Dameto y Vivot                          |                         |
| III                     | Antonio Dameto y Aquint                          |                         |
| IV                      | Alberto Dameto y Rocabertí                       | ? -1718                 |
| V                       | Pedro Dameto Español                             | 1738-                   |
| VI                      | Alberto Dameto Español                           |                         |
| VII                     | Francisco Dameto y Togores                       |                         |
| VIII                    | Antonio Dameto y Dameto                          | -1805                   |
| IX                      | Francisco Javier Dameto y Despuig                | 1805-1828               |
| X                       | Antonio María Dameto y Crespi de Valldaura       | 1828- ?                 |
| XI                      | Francisco Javier Rocabertí de Dameto y Boxadors  | 1828-                   |
| XII                     | Tomás Dameto de Rocabertí-Boixadors y Veri       | ? -1888/9               |
| XIII                    | Juana Adelaida de Rocabertí de Dameto y Veri     | 1889-1899               |
| XIV                     | Pedro Antonio Satorras y Dameto                  | 1903-1951               |
| XV                      | Manuela Satorras y Dameto                        | 1952-1968               |
| XVI                     | Luis D'Alforno y Satorras                        | 1969-2001               |

## Historia de los Marqueses de Bellpuig
- Albertín Dameto y Cotoner, I marqués de Bellpuig.

- Albertín Dameto y Vivot, II marqués de Bellpuig

- Antonio Dameto y Aquint, III marqués de Bellpuig

- Alberto Dameto y Rocabertí (f. en 1718), IV marqués de Bellpuig.

- Pedro Dameto Español, V marqués de Bellpuig

- Alberto Dameto Español, VI marqués de Bellpuig.

- Francisco Dameto y Togores, VII marqués de Bellpuig

- Antonio Dameto y Dameto (1723-1805), VIII marqués de Bellpuig.

1. Casó con María Despuig.

Le sucedió su hijo:
- Francisco Javier Dameto y Despuig (f. en 1828), IX marqués de Bellpuig.

1. Casó con Concepción Crespí de Valldaura y Lezquina.

Le sucedió su hijo:
- Antonio María Dameto y Crespi de Valldaura (1782-1825), X marqués de Bellpuig.

1. Casó con Juana de Boixadors y Cotoner, IX marquesa de Anglesola, X condesa de Peralada, vizcondesa de Rocabertí.

Le sucedió su hijo:
- Francisco Javier Rocabertí de Dameto y Boixadors (f. en 1875), XI marqués de Bellpuig, X marqués de Anglesola, XI conde de Peralada, vizconde de Rocabertí.

1. Casó con Margarita de Veri y de Salas.

Le sucedió su hijo:
- Tomás Dameto de Rocabertí-Boixadors y de Verí (1840-1888), XII marqués de Bellpuig, XII conde de Peralada, vizconde de Rocabertí.

Le sucedió su hermana:
- Juana Adelaida de Rocabertí-Boixadors Dameto y de Verí (1834-1899), XIII marquesa de Bellpuig, XIII condesa de Peralada, vizcondesa de Rocabertí.

1. Casó con Ramón de Despuig y de Fortuny, conde de Montenegro,  conde de Montoro.

Le sucedió:
- Pedro Antonio Satorras y Dameto (f. en 1951), XIV marqués de Bellpuig

- Manuela Satorras y Dameto (f. en 1968), XV marquesa de Bellpuig

- Luis D'Alforno y Satorras /1909-2001), XVI marqués de Bellpuig.